# Antônio Rodrigues Lima
Antônio Rodrigues Lima (Caetité, 28 de setembro de 1854 - Rio de Janeiro, 30 de agosto de 1923) foi um político e médico brasileiro, fundador da primeira maternidade-escola do país.
Membro de várias instituições culturais, atuou na Câmara dos Deputados como republicano e abolicionista durante o Império, e tanto nesse período quanto na República, defendeu os interesses da saúde pública.

## Biografia
Era filho do capitão Joaquim Manoel Rodrigues Lima e de D. Rita Sophia Gomes de Lima (irmã do Barão de Caetité), e irmão do ex-governador da Bahia, Joaquim Manoel. Vinha de família abastada, proprietária de terras no sertão baiano.
Ingressou na Faculdade de Medicina da Bahia, onde foi discípulo e continuador da obra de Otto Wucherer, e formou-se no ano de 1875; defendeu, então, a tese "Haverá semelhança entre septicemia, infecção purulenta e a febre puerperal?"; após a graduação viajou para a Europa, estagiando em hospitais de Viena e de Paris; retornando ao país, elegeu-se deputado provincial na Bahia, havendo em 1881 apresentado projeto de lei que criava o distrito de Lagoa Real, e depois deputado do império por Minas Gerais, ocupando a tribuna do Congresso nos anos de 1882 a 1884. Em seu mandato defendeu o gabinete Sousa Dantas, liberal, e a causa abolicionista.
Dez anos depois de formado disputou uma vaga com Climério Cardoso de Oliveira e Deocleciano Ramos para a cadeira de Clínica e Obstetrícia da faculdade onde se graduara, sendo o preferido da banca examinadora; foi, contudo, preterido pelo imperador D. Pedro II por ser manifestamente republicano, optando este por Climério de Oliveira; os alunos da faculdade, então, se manifestaram pelas ruas de Salvador, clamando por lisura no provimento da cátedra e em sua defesa; prevaleceu a escolha política. Na ocasião defendeu a tese: "Extirpação total do útero nos casos de carcinoma".
Proclamada a República, tendo seu irmão sido eleito o primeiro governador da Bahia escolhido em votação, veio finalmente a ocupar a cátedra que o Império lhe tolhera, de Clínica e Obstetrícia, no lugar do Barão de Itapuã, Luís Adriano Alves de Lima Gordilho; em 1894 passa a ser lente de Patologia Geral (disciplina que, em 1901, passou a ser Bacteriologia) e no ano seguinte pede sua transferência para o Rio de Janeiro, onde ocupa a mesma cadeira.
Em 1901 concorreu para uma vaga na Academia Nacional de Medicina, tomando posse em 19 de setembro do mesmo ano; no ano de sua morte (1923) foi alçado à categoria de Membro Titular Honorário desta instituição. No mesmo ano, graças às suas instâncias políticas, foi adquirido um prédio à rua das Laranjeiras, na então capital do país, para a instalação da primeira maternidade-escola do Brasil.

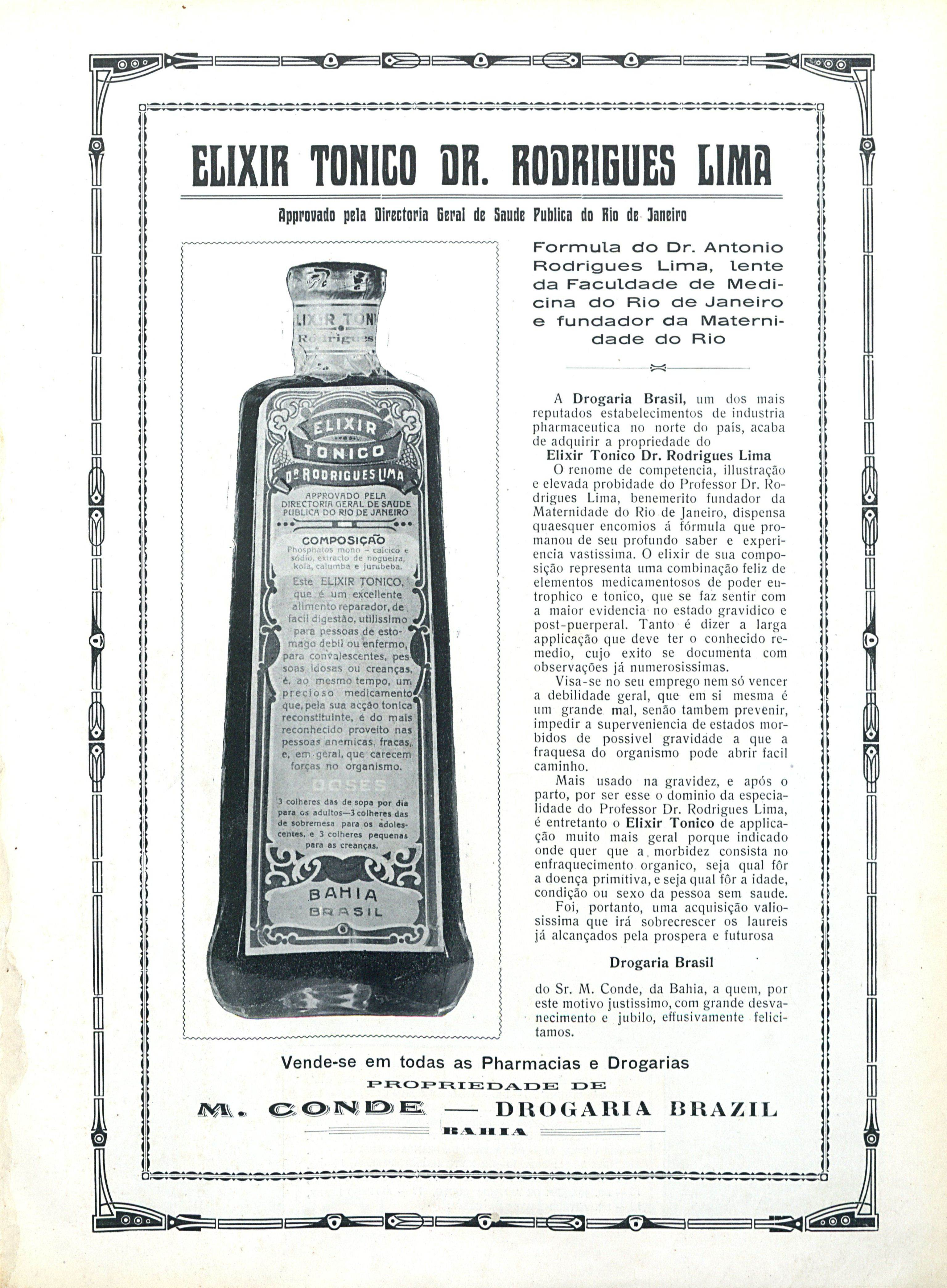
Anúncio do Elixir Tônico Dr. Rodrigues Lima

A primeira Maternidade-Escola do Brasil foi finalmente fundada em 1904, por sua iniciativa (ainda existente e faz parte, atualmente, da Faculdade de Medicina da Universidade Federal do Rio de Janeiro); foi ainda o seu primeiro diretor, e a instituição é considerada um marco na obstetrícia e puericultura do país. Rodrigues Lima exerceu o magistério ainda na cátedra de Fisiologia até o ano de 1922, quando foi jubilado; sua prática médica e no magistério mostram uma consonância com o que então se praticava na medicina europeia, nos campos da ginecologia e obstetrícia, e ainda procurando levar às mulheres pobres o acesso aos avanços médicos. A ideia da Maternidade, pela qual já se debatia ainda nos tempos do Império, tomou corpo durante o 4º Congresso Médico Nacional, que se dava em 1900 e no contexto das comemorações dos quatrocentos anos do Descobrimento; fora então formada uma comissão de dez membros encarregados de levar a cabo a criação da instituição, dos quais apenas cinco permaneceram: além de Rodrigues Lima, dela fizeram parte Werneck de Almeida, Gonçalves Penna, Vieira Souto e Azevedo Júnior.
Foi casado com Josephina Leal e pai do também médico e professor da Faculdade de Medicina, dr. Octávio Rodrigues Lima. Este, como seu pai, foi diretor da Maternidade-Escola entre 1944 e 1971.
Foi, também, deputado federal em várias legislaturas. Além do mandato imperial, foi eleito na República e exerceu este cargo nos anos de 1894 a 1905 e de 1909 a 1920.  Aproveitando do seu mandato conseguiu encetar uma campanha pelo apoio oficial à criação da escola-maternidade; junto à sociedade também emulou a criação da “Associação Auxiliadora da Maternidade”, formado por "senhoras do Brasil" que atenderam ao seu apelo, em 1903. Na Câmara legislou sobretudo sobre higiene pública e integrou as comissões de Instrução e a de Saúde Pública.
Em 1914 publicou outro trabalho médico, intitulado "Prenhez ectópica". Sua atuação política e educacional fez com que registrem sobre ele: "... o Dr. Rodrigues Lima consolidava com a criação da Maternidade do Rio de Janeiro um projeto que visava contribuir para a construção da cidadania brasileira, de incorporação do “povo” ao ambiente saudável de uma nova Nação que se formava sob a égide do laicismo e da técnica".

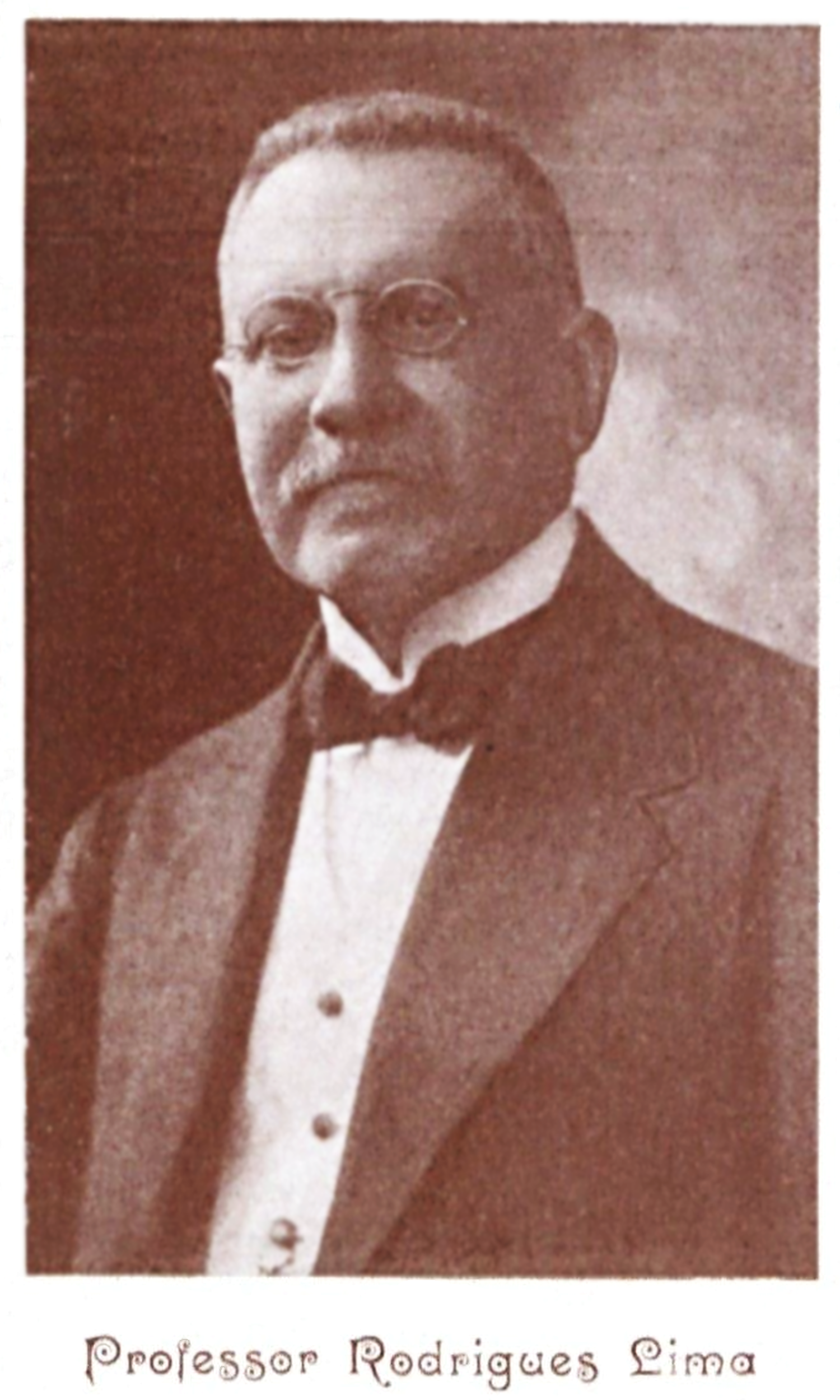
Ilustração de Bahia Illustrada.

Numa homenagem prestada na revista Bahia Illustrada, Belmiro Valverde escreveu sobre o médico baiano, em 1917 (em domínio público):
“O dr. Rodrigues Lima, professor de patologia geral e nosso representante na Câmara dos Deputados, quando chegou ao Rio já vinha precedido de um belo nome, conquistado brilhantemente em concurso na Faculdade da Bahia, ainda hoje evocado como um dos mais notáveis ali realizados. Além de conceituado professor, com vasta cópia de trabalhos científicos sobre assuntos de obstetrícia, e de reputado operador, o professor Rodrigues Lima prestou ao Rio de Janeiro um dos mais assinalados serviços fundando a Maternidade das Laranjeiras, da qual foi diretor por 10 anos, desde a sua fundação em abril de 1904 até julho de 1914. Os serviços por ele prestados a essa instituição foram de tal ordem que o seu sucessor tendo inaugurado mais um pavilhão nesse estabelecimentos, denominou-o “Pavilhão Rodrigues Lima”, colocando no mesmo o seu retrato, como uma prova de gratidão daquela casa ao seu carinhoso fundador e amigo.”
Foi, em 1922, eleito vice-presidente do "Centro Bahiano", órgão que tinha por presidente o senador Moniz Sodré. Foi, ainda, membro efetivo da Sociedade de Geografia do Rio de Janeiro.
Faleceu em sua residência à rua Barão de Itamby no dia 30 de agosto de 1923, onde foi velado e de onde o féretro seguiu, no dia seguinte, ao Cemitério São João Batista, onde foi inumado às dezesseis horas.
Em seu obituário na Academia Nacional foi registrado: “Afastado da cadeira profissional pelas reeleições que o mantiveram na Câmara dos Deputados, ainda assim, o eminente professor, pela cultura de seu espírito e pela sua distinção pessoal, deixou neste instituto um nome cercado do maior apreço e respeito.”